# Невероятная любовь (фильм, 2009)
«Невероятная любовь» (хинди कमबख़्त इश्क़, IAST: Kambakkht Ishq) — индийский комедийный фильм Саббира Хана, вышедший в прокат 3 июля 2009 года. Является ремейком тамильского фильма Pammal K. Sambandam 2002 года. Главные роли в фильме исполнили Акшай Кумар и Карина Капур, а в качестве камео появились такие звёзды Голливуда как Сильвестр Сталлоне и Дениз Ричардс. «Невероятная любовь» показал средние сборы в прокате и признан худшим фильмом 2010 года на Golden Kela Awards.

## Сюжет
Каскадёр Вирадж и хирург Симрита прилетают в Италию на свадьбу его брата Лаки и её подруги Камини, чтобы её расстроить. Однако молодые люди всё-таки женятся. Но грубость Вираджа и предубеждение Симриты против мужчин делают их злейшими врагами: каждый из них пользуется удобным случаем, чтобы создать неприятности для другого. Пока однажды Вирадж не попадает с тяжелым ранением на операционный стол к Симрите. К несчастью, зашивая рану, она оставляет свои музыкальные часы внутри. Обнаружив это Симрита хочет исправить свою ошибку, но Вирадж, не зная о часах, клянётся, что больше никогда не будет её пациентом. Сим мучают угрызения совести, страх перед судебным иском и опасения за жизнь Вираджа. В итоге она решается на смелый план: очаровать Вираджа и, напоив его снотворным, прооперировать, ничего ему не рассказывая.
Её план успешно идёт к исполнению, однако в решающий момент она опять допускает небрежность и выпивает снотворное вместо него. Уверенная, что Вирадж ночью воспользовался её состоянием, Симрита разочаровывается в нём, даже несмотря на то, что убеждённый холостяк Вирадж делает ей предложение. После извлечения часов она отказывается общаться с ним дальше. Расстроенный Вирадж соглашается жениться на своей подруге Дениз, которая давно ему это предлагала. Но перед свадьбой Симрита случайно узнаёт о благородном поведении Вираджа с ней той ночью. В последний момент она останавливает развод своих друзей и, на радость Вираджу, расстраивает его свадьбу.

## В ролях
- Акшай Кумар — Вирадж Шергил, каскадёр
- Карина Капур — Симрита «Сим» Рай, хирург
- Афтаб Шивдасани — Лаванья «Лаки» Джоши, брат Вираджа
- Амрита Арора — Камини Сандху, подруга Симриты, модель
- Винду Дара Сингх — Гулшан «Тайгер» Шергил, брат Вираджа
- Кирон Кхер — Долли Биндра, тетушка Симриты
- Джавед Джаффри — Кесвани, коллега Вираджа
- Раджеш Кхера — доктор Али, хирург, коллега Симриты
- Кекхашан Патель — Нимрита, сестра Симриты
- Ашвин Мушран — Пармит Садху, брат Камини
- Дениз Ричардс — сыграла саму себя как невесту Вираджа
- Холли Вэланс — сыграла саму себя
- Вупи Голдберг — сыграла саму себя
- Брэндон Рут — сыграл самого себя
- Сильвестр Сталлоне — сыграл самого себя

## Производство
Права на ремейк тамильского фильма Pammal K. Sambandam были приобретены продюсером Саджидом Надиадвала за 7,5 млн рупий.
Режиссёром был назначен начинающий сценарист Саббир Хан, который до этого работал в качестве ассистента режиссёра и снимал музыкальные клипы.
В ноябре 2007 года Саджид Надиадвала выбрал на главную мужскую роль Акшая Кумара. Через месяц на женскую роль была выбрана Карина Капур. По слухам в фильм планировалось пригласить Арнольда Шварценеггера и Бейонсе, однако договориться об этом не удалось, и в числе голливудских звёзд в фильм были взяты Сильвестр Сталлоне и Дениз Ричардс.
Производство фильма началось в мае 2008 года.
Предполагалось, что премьера фильма состоится 15 мая 2009 года на Каннском кинофестивале, однако из-за разногласий между владельцами кинотеатров и продюсерами поездка в Канны была отменена.
Когда за неделю до намеченной на 3 июля премьеры в Индии фильм был отправлен на обязательную сертификацию совет по цензуре посчитал некоторые диалоги двусмысленными, что заставило производителей повторно дублировать некоторые сцены.

## Саундтрек
Диск с саундтреком к фильму содержит пять оригинальных композиций и четыре ремикса
Название песни «Bebo», прозвучавшей в фильме, является также прозвищем Карины Капур. Песня «Om Mangalam» звучит несколько раз до начала самого музыкального номера.
Во время звучания композиции «Welcome To Hollywood» в начале фильма на экране показаны вид Лос-Анджелеса и некоторые американские знаменитости.
| №   | Название                             | Исполнители                     | Длительность |
| --- | ------------------------------------ | ------------------------------- | ------------ |
| 1.  | «Om Mangalam»                        | RDB, Нинди Каур                 | 4:22         |
| 2.  | «Lakh Lakh»                          | Нирадж Шридхар                  | 5:15         |
| 3.  | «Bebo»                               | Алиша Чинай                     | 4:19         |
| 4.  | «Kambakkht Ishq»                     | KK, Сунидхи Чаухан              | 4:51         |
| 5.  | «Kyun»                               | Шаан, Шрея Гхошал               | 5:29         |
| 6.  | «Om Mangalam – Reprise»              | RDB, Нинди Каур                 | 4:35         |
| 7.  | «Lakh Lakh (Electro Dhol House Mix)» | Эрик Пиллаи, Нирадж Шридхар     | 4:02         |
| 8.  | «Bebo (Club Mix)»                    | Алиша Чинай, Kilogrm K&G        | 3:38         |
| 9.  | «Kambakkht Ishq (Remix)»             | KK, Сунидхи Чаухан, Kilogrm K&G | 4:00         |
| 10. | «Kyun (Female) – Reprise»            | Шрея Гхошал                     | 4:30         |
| 11. | «Welcome To Hollywood»               | Карш Кале, Анушка Манчанда      | 2:11         |

Ручика Кхер в рецензии для Hindustan Times написала, что ожидания были намного выше, и хотя альбом интересен, но только по частям.
Раджа Сен в отзыве для Rediff.com оценил альбом на 1,5 звезды из 5 и назвал «очень плохим».
Хариш В. в рецензии на сайте Behindwoods.com описал саундтрек как тяжёлый, содержащий слишком много шума и мало музыки.

## Отзывы критиков
Раджив Масанд (CNN-IBN) назвал фильм «кричащим и пошлым», отметив также наличие множества вопросов оставленных без ответа: непонятно откуда у простого каскадёра роскошная квартира с видом на море, что это за часы, которые могут воспроизводить мелодию каждый час в желудке человека на протяжении множества дней, кто позволил проводить Сим операцию после допущенной ошибки и так далее. Не понравилось кинокритику и использование главными героями ругательств, а также сексистских шуток.
Минти Теджпал (Mumbai Mirror) отметила, что данный фильм открывает новые горизонты грубого юмора и рассчитан на массовость. В противоположность вышедшему в том же году в прокат индийскому фильму «Нью-Йорк» он намеревается завоевать популярность у зрителей своей несерьёзностью, шутовством и предпочтением упаковки сюжету. Однако пытаясь реализовать комедийную составляющую режиссёр прибегает к худшим клише (амнезия, передозировка виагры и тому подобное) и растрачивает талант ряда актёров в фильме на «пустые» сцены.
Никхат Казми (The Times of India) характеризуя фильм, отметила, что он легко мог бы взять первую премию за самую глупую сюжетную линию. Она указала также и на то, что это первый сценарий фильма на хинди, настолько уничижительный по отношению к женщинам. Кроме того, голливудские связи главных героев являются обманом: голливудским актёрам нечего делать в фильме. Карина Капур в образе модели и хирурга также показалась кинокритику неубедительной. Вместе с тем Никхат Казми отметила, что со стороны Акшая Кумара было сделано многое, чтобы казаться смешным в несмешных ситуациях и сохранить комедийную направленность фильма.
Раджа Сен (Rediff.com) оценил фильм как отвратительно дешёвую и жизнерадостную кинематографическую буффонаду. При этом он нашёл много общего между Акшаем Кумаром и американским актёром Уиллом Смитом, однако высказал сожаление по поводу унизительной роли Карины Капур.
Анирудха Гуха (DNA), напротив, более жестко высказалась в адрес исполнителя главной мужской роли. Она возложила на Акшая Кумара значительную часть ответственности за фильм, напомнив, что он в последние годы стал часто играть в слабых кинокартинах: «Любовь со специями» (2005), «В бегах» (2006), «Незадачливые бизнесмены» (2006), «Король Сингх» (2008).

## Кассовые сборы
Этот фильм стал не только самым ожидаемым фильмом года в Индии, но и одним из наиболее успешных индийских фильмов в международном прокате: он собрал 12 крор рупий внутри страны и 7 крор рупий заграницей. За свой кассовый успех за рубежом «Невероятная любовь» была отмечена наградой.

## Награды
The Golden Kela Awards — 2010:
- «Худший фильм» — Сабир Кхан.
- «Худшая актриса» — Карина Капур.
- «Вы сошли с ума?» — Сильвестр Сталлоне и Дениз Ричардс.